# Woo Hye-lim
Đây là một tên người Triều Tiên, họ là Woo.
Woo Hye-rim, (hay còn được viết là Woo Hye-lim, Hangul: 우혜림; Hanja: 禹惠林; Kana: ウ·へリム, Hán-Việt: Vũ Huệ Lâm, sinh ngày 1 tháng 9 năm 1992), thường được biết đến với nghệ danh Hyerim, là một ca sĩ thần tượng người Hàn Quốc, cựu thành viên nhóm nhạc Wonder Girls do JYP Entertainment quản lý.

## Tiểu sử
Hye Lim sinh ngày 1 tháng 9, 1992  tại Seoul, Hàn Quốc. Cô đã sống ở Hồng Kông trong 14 năm. Cô có thể nói 4 ngôn ngữ: tiếng Hàn, tiếng Anh, tiếng Quảng Đông và tiếng Quan Thoại.

## Sự nghiệp

### Trước khi ra mắt
Ban đầu, Hye Lim nằm trong dự án nhóm nhạc 5 thành viên đào tạo năm 2009. Trong thời gian thực tập, nhóm đã đến Trung Quốc, nơi họ biểu diễn nhiều vũ đạo và bài hát để giới thiệu tài năng của mình cho khán giả Trung Quốc. Do chưa có tên chính thức nên nhóm được khán giả gọi là  "JYP Sisters" hoặc đơn giản là "Sisters (시스터즈)". Họ cũng được mệnh danh là "Wonder Girls Trung Quốc". Tuy nhiên, trước khi nhóm chính thức ra mắt, hai trong số các thành viên đã rời khỏi và chỉ còn lại hai thành viên là: Hye Lim, Fei và Jia.
Ngày 22 Tháng 1 năm 2010, cô được công bố sẽ gia nhập Wonder Girls, sau khi thành viên Sunmi rời nhóm. Ngày 05 tháng 2 năm 2010, Hyelim ra mắt chính thức trong một buổi biểu diễn tại Thượng Hải.

### Thành viên Wonder Girls
Năm 2010, cô xuất hiện với tư cách là thành viên chính thức của Wonder Girls trong single 2 Different Tears. Cô đảm nhận vai trò hát phụ và rap trong nhóm. Vào năm 2013, nhóm đã đi vào thời gian gián đoạn và trở lại như một nhóm gồm bốn thành viên vào tháng 7 năm 2015.

### Hoạt động solo
Hyelim phát hành single hợp tác với Bernard Park mang tên "With You" vào ngày 03 Tháng Tư năm 2016 như một phần trong dự án JYP Duet Match của JYP Ent.
Trong năm 2013, cô tổ chức chương trình phát thanh English Go Go! trên EBS.
Vào ngày 26 tháng 8 năm 2013, Lim đã trở thành thành viên chính thức của chương trình Pops in Seoul của Arirang TV. Cô kết thúc vai trò của mình ngày 10 tháng 3 năm 2014.